# Вольтурно (пароход, 1906)
«Вольтурно» (SS Volturno) — британский пароход, в октябре 1913 года затонувший в Северной Атлантике после пожара на борту. На момент катастрофы этот океанский лайнер был зафрахтован компанией Uranium Lines для перевозки в США эмигрантов. После сигнала SOS на помощь пришли 11 других кораблей, которые спасли 521 человека. 136 человек, в основном женщины и дети, погибли во время первой неудачной попытки спустить на воду спасательные шлюпки. Также часть людей погибла от пожара.
Корабль был построен компанией Fairfield в Говане в ноябре 1906 года для неаполитанской компании Navigazione Italo-Americano, но впоследствии неоднократно менял владельцев.

## Пожар и гибель

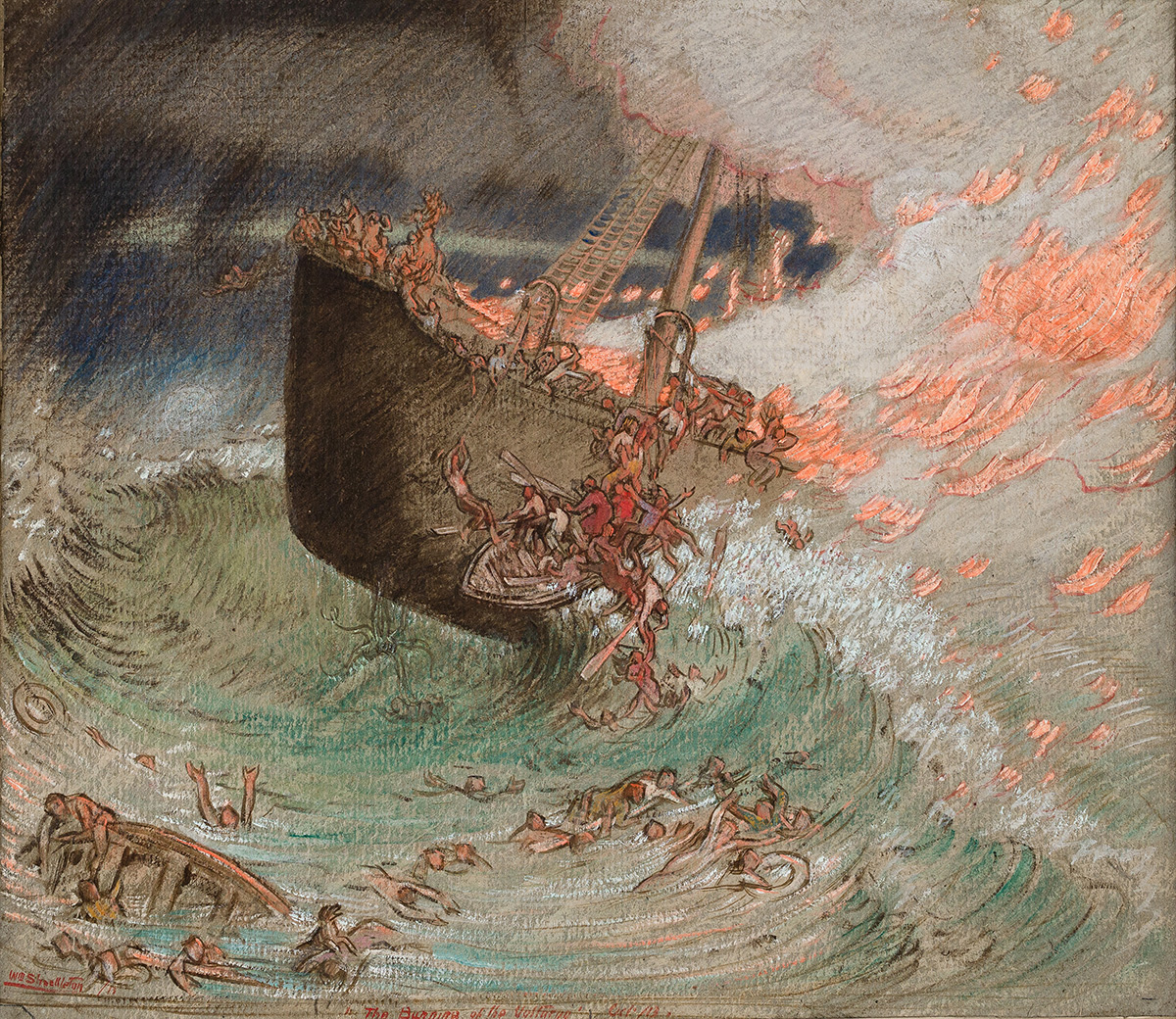

2 октября 1913 года «Вольтурно» принял на борт в Роттердаме генеральный груз и 564 пассажира, большую часть из которых составляли направлявшиеся в Америку эмигранты из Польши, Румынии, Сербии и России, занимавшие помещения в трюме. Несколько десятков пассажиров первого класса, граждан Германии, Бельгии и Франции, занимали комфортабельные каюты в надстройке. Спустя неделю, 9 октября, около 6 часов утра, в середине Северной Атлантики, в самый разгар шторма, на судне начался пожар. Экипаж судна около двух часов пытался бороться с пожаром, но, осознавая силу огня и ограниченные возможности для борьбы с ним в разбушевавшемся море, капитан судна Фрэнсис Инч (англ. Francis Inch) велел судовому радисту послать в эфир сигнал SOS.

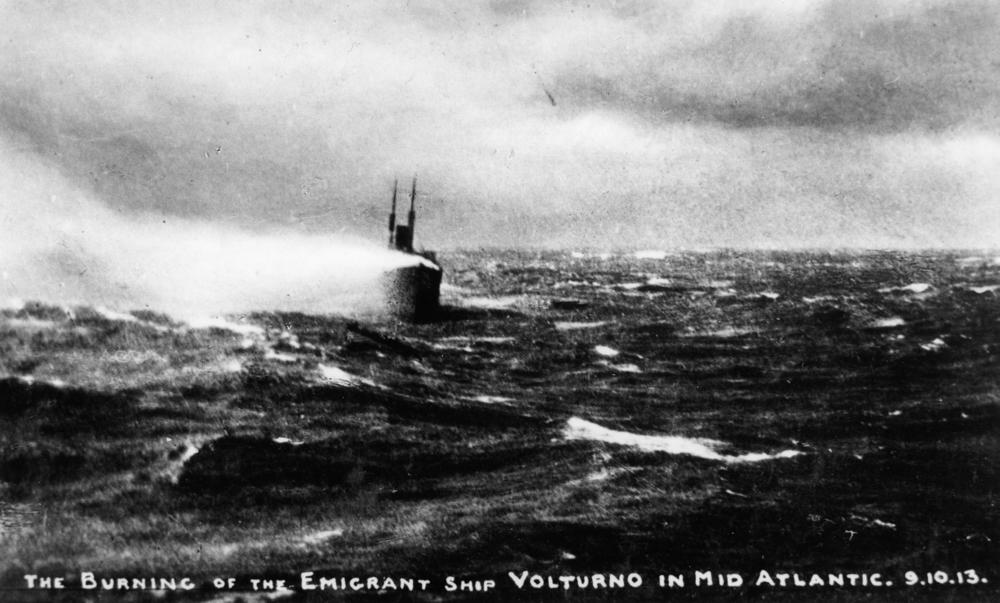
Пожар на пароходе «Вольтурно» 9 октября 1913 года

Одиннадцать судов направились на помощь, приняв сигналы бедствия и координаты «Вольтурно». Все они прибыли к месту происшествия в этот же (9 октября) и на следующий день. Тем временем, часть спасательных шлюпок парохода «Вольтурно» с женщинами и детьми была спущена на воду с трагическими результатами: шлюпки или перевернулись, или были разбиты волнами о корпус корабля, не оставив в живых ни одного человека.
Первым к месту происшествия прибыл океанский лайнер «Кармания» (RMS Carmania). Его капитан Джеймс Клейтон Барр (англ. James Clayton Barr) принял на себя руководство спасательной операцией. Он предложил девяти судам сформировать колонну и окружить терпящее бедствие судно. В течение ночей 10 и 11 октября «Кармания» направляла один из своих прожекторов на «Вольтурно», а другим освещала кольцо прибывших судов, чтобы помочь им избежать столкновения. Но несмотря на предпринятые усилия два судна: лайнер «Крунлэнд» (SS Kroonland) компании Red Star Line и пароход «Турень» (La Touraine), принадлежащий Compagnie Générale Transatlantique, — почти столкнулись, сблизившись, по словам очевидца, на расстояние менее 5 м.
Суда, прибывшие для спасения, направили свои спасательный шлюпки, чтобы попытаться снять пассажиров с повреждённого «Вольтурно». Но плохая погода, огромные волны и нежелание пассажиров прыгать в холодную воду затрудняли спасательную операцию. На борту парохода экипаж и несколько мужчин из пассажиров, будучи не в состоянии потушить пожар, тем не менее не давали огню распространяться в сторону кормовых грузовых трюмов, над которыми собрались остальные люди. Однако незадолго до рассвета сильный взрыв потряс судно (вероятно, взорвался котёл в машинном отделении). С этого момента спасатели решили, что «Вольтурно», ранее не находившийся в непосредственной опасности затопления, может пойти ко дну в любое время.
Рано утром 11 октября танкер «Наррагансетт» (SS Narragansett), одно из одиннадцати судов прибывших для спасения, запустил свои насосы и распылил по поверхности океана смазочное масло, чтобы успокоить поверхность моря в районе бедствия. Использование масла и улучшение погоды позволили направить на помощь «Вольтурно» намного больше спасательных шлюпок.
К 9 утра 11 октября 1913 года все спасательные шлюпки возвратились на свои корабли, которые продолжили следовать в пункты назначения. Десятью судами из одиннадцати было спасено 521 пассажир и член экипажа. Смерть унесла 136 жизней — преимущественно женщин и детей с первых спущенных на воду спасательных шлюпок.
Ночью 17 октября 1913 года датский танкер «Шарлоз» (Charlois), не знавший о событиях предыдущей недели, обнаружил всё ещё дымившийся пароход «Вольтурно». «Шарлоз» приспустил шлюпку, держа её наготове, и пытался привлечь внимание пострадавших на борту обгоревшего судна. С приходом дня капитан Шмидт (нем. Schmidt), разобравшись в ситуации и понимая, что брошенный «Вольтурно» опасен для проходящих судов, зашёл с командой на судно и приказал открыть на нём кингстоны, что привело к затоплению судна.

## Корабли, участвовавшие в спасательной операции
В спасении пассажиров и экипажа «Вольтурно» участвовали следующие корабли:
- «Кармания», возглавил операцию, спас 1 человека
- «Гроссер Курфюрст» (Grosser Kurfürst), спас 105 человек[7]
- «Царь», спас 102 человека[8]
- «Крунлэнд» (SS Kroonland), спас 90 человек
- «Девониан» (SS Devonian), спас 59 человек
- «Зейдлиц» (Seydlitz), спас 46 человек
- «Турень» (La Touraine), спас 40 человек
- «Миннеаполис» (SS Minneapolis), спас 30 человек
- «Наррагансетт» (SS Narragansett), спас 29 человек
- «Раппаханнок» (SS Rappahannock), спас 19 человек
- «Эйжн» (SS Asian), принял сигнал SOS, но непосредственно в спасении не участвовал